# Hyperon
Ve fyzice částic je hyperon subjaderná částice, dříve považovaná za elementární, která je baryonem (a proto též hadronem a fermionem) s nenulovou podivností lehčím než deuteron (a proto také s nulovým půvabem, nulovou krásou (bottomness) a nulovou pravdou (topness)).

## Vlastnosti a chování hyperonů

Delta baryony (čtyři horní částice) a hyperony (šest spodních částic) v kombinačním stromu.

Všechny hyperony jsou fermiony. To znamená, že mají poloviční spin a řídí se Fermiho–Diracovým rozdělením. Všechny interagují silnými interakcemi, což je řadí k hadronům. Jsou složeny ze tří lehkých kvarků, z nichž nejméně jeden je podivný kvark, čímž je řadí mezi metastabilní baryony. Hyperony se rozpadají, ať přímo či nepřímo, na proton nebo neutron a jeden nebo více mezonů v čase 10−10 do 10−8 sekundy. Rozpad řídí zpravidla slabá interakce (tím se liší hyperony od baryonových rezonancí se stejným kvarkovým složením) a proto se při něm nezachovává parita. Názvy a značky vycházejí jako u ostatních baryonů z jejich kvarkového složení.
Hyperon Ω− má podivnost rovnu −3, což umožňuje vícenásobný slabý rozpad se změnou vůně, ukončený vznikem protonu či neutronu. Takový třístupňový rozpad byl objeven při pokusech s kosmickým zářením. Existence hyperonu Ω− byla potvrzena v pokusech na urychlovačích částic, poprvé r. 1964 v Brookhaven National Laboratory, což potvrdilo Murray Gell-Mannův SU(3) model (někdy též označovaný eightfold way, „osmidílná stezka“, názvem inspirovaným buddhismem).
Nejlehčí hyperony s nulovým elektrickým nábojem mohou nahradit jeden nebo více neutronů v jádře a vytvořit tak tzv. hyperjádro.

## Historický vývoj definice
Pojmenování hyperon bylo zavedeno jako označení částic (tehdy považovaných za elementární) těžších než neutron, ale lehčích než deuteron. Po zavedení podivnosti začaly být hyperony postupně vymezovány pomocí ní jakožto částice s nenulovou podivností. Objev nových vůní a těžších mezonů si vyžádal pozdější omezení definice na baryony a její postupné doplnění o nulový půvab, krásu (bottomness) a pravdivost (topness), nebo návrat k omezení podle hmotnosti. Objevy mnoha dalších rezonancí s kvantovými vlastnostmi i kvarkovým složením sice ukázaly, že tradiční vymezení podle hmotnosti není přirozené (vedle částic rozpadajících se slabou interakcí zahrnuje i rezonance, konkrétně triplet Σ(1385) tradičně značený Σ* a dublet Ξ(1530) tradičně značený Ξ*), přesto se používá nadále, i když zpravidla ne pro odbornou klasifikaci částic.

## Přehled hyperonů a jejich vlastností
| Hyperon                 | Kvarkové složení | Spin a parita (JP) | Izospin | Podivnost | Klidová energie v MeV | Střední doba života v s | Kanály rozpadu  |
| ----------------------- | ---------------- | ------------------ | ------- | --------- | --------------------- | ----------------------- | --------------- |
| Λ                       | uds              | 1/2+               | 0       | −1        | 1115,683(6)           | 2,632(20) × 10−10       | pπ−,nπ0         |
| Σ+                      | uus              | 1/2+               | 1       | −1        | 1189,37(7)            | 8,018(26) × 10−11       | pπ0, nπ+        |
| Σ0                      | uds              | 1/2+               | 1       | −1        | 1192,642(24)          | 7,4(7) × 10−20          | Λγ              |
| Σ−                      | dds              | 1/2+               | 1       | −1        | 1197,449(30)          | 1,479(11) × 10−10       | nπ−             |
| Ξ0                      | uss              | 1/2+               | 1/2     | −2        | 1314,86(20)           | 2,90(9) × 10−10         | Λπ0             |
| Ξ−                      | dss              | 1/2+               | 1/2     | −2        | 1321,71(7)            | 1,639(15) × 10−10       | Λπ−             |
| Σ*+, rezonance Σ+(1385) | uus              | 3/2+               | 1       | −1        | 1382,80(35)           |                         | Λπ, Σπ          |
| Σ*0, rezonance Σ0(1385) | uds              | 3/2+               | 1       | −1        | 1383,7(1,0)           |                         | Λπ, Σπ          |
| Σ*−, rezonance Σ−(1385) | dds              | 3/2+               | 1       | −1        | 1387,2(5)             |                         | Λπ, Σπ          |
| Ξ*0, rezonance Ξ0(1530) | uss              | 3/2+               | 1/2     | −2        | 1531,80(32)           |                         | Ξπ              |
| Ξ*−, rezonance Ξ−(1530) | dss              | 3/2+               | 1/2     | −2        | 1535,0(6)             |                         | Ξπ              |
| Ω−                      | sss              | 3/2+               | 0       | −3        | 1672,45(29)           | 0,821(11) × 10−10       | ΛK−, Ξ0π−, Ξ−π0 |

## Výzkum hyperonu
První výzkum hyperonu byl proveden roku 1950 a podnítil fyziky k vytvoření klasifikace částic. V dnešní době jsou výzkumy v této oblasti prováděny na mnoha zařízeních po celém světě včetně CERNu, Fermilabu, SLACu, JLABu, Brookhaven National Laboratory, KEKu a jinde. Oblastmi fyzikálního výzkumu jsou narušení CP-symetrie, měření spinu, studie excitovaných stavů a objevy dalších exotických částic, takových jako pentakvarky.